# Добрынское (Юрьев-Польский район)
Добрынское — село в Юрьев-Польском районе Владимирской области России, входит в состав Симского сельского поселения.

## География
Село расположено в 10 км на юг от центра поселения села Сима и в 22 км на северо-запад от райцентра города Юрьев-Польский.

## История
Добрынское принадлежит к древним поселениям Юрьев-Польского района и в старинные времена было вотчиной князей и царей Московских. В первый раз село упоминается в духовном завещании Великого князя Василия Васильевича, писанном в 1462 году, в котором он, в числе других сел, завещал село супруге своей, княгине Марье Ярославовне. Дворцовым селом Добрынское оставалось до XVIII столетия; а в означенном столетии оно принадлежало роду князей Голицыных. Первые сведения о церкви находим в книгах патриаршего казенного приказа 1628 года, хотя, несомненно, она существовала еще в XV столетии, так как в духовной грамоте Великого князя Василия Васильевича Добрынское именуется селом. До конца XVIII столетия церковь в селе была деревянная; а в 1797 году усердием князя Голицына построена каменная церковь, с каменною же колокольнею. Первоначально в церкви был устроен один престол холодный — в честь святого великомученика Георгия, а потом — в 1869 году был сделан теплый придел в престолом — в честь Боголюбивой Божьей Матери. В 1896 году приход состоял из одного села, в котором числилось 94 двор, душ мужского пола 362, женского пола — 402
В начале 1980-х годов Георгиевская церковь была полностью разрушена.
В конце XIX — начале XX века село входило в состав Симской волости Юрьевского уезда.
С 1929 года село являлось центром Добрынского сельсовета Юрьев-Польского района, с 1959 года — в составе Матвейщивского сельсовета, с 2005 года — в составе Симского сельского поселения.

## Население
| 1859 | 1897 | 1905 | 2002 | 2010 | 2021 |
| ---- | ---- | ---- | ---- | ---- | ---- |
| 517  | ↗663 | ↗795 | ↘22  | ↘8   | ↘2   |